# جون كير (متسابق يخت)
جون كير هو متسابق يخت كندي، ولد في 9 أغسطس 1951 في تورونتو في كندا.

## وصلات خارجية
- جون كير على موقع أوليمبيديا (الإنجليزية)